# Tony Valente
Tony Valente, né le 11 octobre 1984 à Toulouse, est un mangaka français. Il est notamment l'auteur du manga français Radiant.
Il est l'auteur ou le co-auteur de trois autres bande-dessinées : Les Quatre Princes de Ganahan, Hana Attori, et S.P.E.E.D Angels. En 2018, Radiant bénéficie d'une adaptation en anime au Japon.
En 2024, il est membre du jury du Festival d'Angoulême.

## Biographie
Tony commence à dessiner dès son plus jeune âge. À 15 ans il est remarqué par Didier Tarquin.
Tony Valente commence sa carrière chez Delcourt avec la bande dessinée Les Quatre Princes de Ganahan où il réalise les dessins et les couleurs selon un scénario de Raphaël Drommelschlager. Celle-ci terminée, il décide de diriger un nouveau projet, Hana Attori. C'est alors qu'il renoue avec son influence principale : le manga (Dragon Ball, Ranma ½), l'animation japonaise et Lanfeust de Troy, une série qui lui donna envie de s'intéresser à la bande dessinée. Plus tard, sur un scénario de Didier Tarquin, il dessine la série S.P.E.E.D Angels chez Soleil Productions.
Il est le premier auteur de manga français à être publié au Japon, pour son œuvre Radiant, par le biais de l'éditeur Asukashinsha dans la collection Euromanga. Il est reconnu par Yusuke Murata (One Punch Man) et Hiro Mashima (Fairy Tail).
En 2019, à l'occasion du démarrage de la coupe du monde de Rugby au Japon, il dessine la couverture du magazine sportif L'équipe du 20 septembre.

## Œuvre
- Les Quatre Princes de Ganahan, scénario de Raphaël Drommelschlager, dessins et couleurs de Tony Valente, Delcourt, collection Terres de Légendes

1. Galin, 2004  (ISBN 978-2-8478-9169-0)
2. Shâal, 2005  (ISBN 978-2-8478-9170-6)
3. Filien, 2006  (ISBN 978-2-7560-0271-2)
4. Althis, 2007  (ISBN 978-2-7560-0494-5)

- Les Filles de Soleil, collectifs, Soleil Productions

12 Tome 12, 2008  (EAN 200-0-00-941565-0)
14 Tome 14, 2009  (EAN 200-0-00-943613-6)
18 Tome 18, 2013  (ISBN 978-2-3020-2711-4)
- Hana Attori, scénario, dessins et couleurs de Tony Valente, Soleil Productions, collection Soleil levant

1. Irréductibles ninjas, 2008  (ISBN 978-2-3020-0215-9)
2. Le Village invisible, 2009  (ISBN 978-2-3020-0591-4)
3. La Tour des miracles, 2010  (ISBN 978-2-3020-1108-3)

- S.P.E.E.D. Angels, scénario de Didier Tarquin, dessins de Tony Valente, couleurs de Pop, Soleil Productions

1. Jour J, 2012  (ISBN 978-2-3020-2371-0)
2. Le Carnaval des pantins , 2013

- Radiant, scénario, dessins et couleurs de Tony Valente, Ankama

1. Radiant 1, 2013  (ISBN 978-2-3591-0391-5)
2. Radiant 2, 2014  (ISBN 978-2-3591-0486-8)
3. Radiant 3, 2015  (ISBN 978-2-3591-0505-6)
4. Radiant 4, 2015  (ISBN 978-2-3591-0862-0)
5. Radiant 5, 2016  (ISBN 978-2-3591-0966-5)
6. Radiant 6, 2017  (ISBN 979-1-0335-0443-6)
7. Radiant 7, 2017  (ISBN 979-1-0335-0501-3)
8. Radiant 8, 2017  (ISBN 979-1-0335-0487-0)
9. Radiant 9, 2018  (ISBN 979-1-0335-0545-7)
10. Radiant 10, 2018  (ISBN 979-1-0335-0887-8)
11. Radiant 11, 2019  (ISBN 979-1-0335-0929-5)
12. Radiant 12, 2019  (ISBN 979-1-0335-0964-6)
13. Radiant 13, 2020  (ISBN 979-1-0335-0976-9)
14. Radiant 14, 2020  (ISBN 979-10-3350-983-7)
15. Radiant 15, 2021  (ISBN 979-10-33512-48-6)
16. Radiant 16, 2022  (ISBN 979-10-33511-87-8)
17. Radiant 17, 2022  (ISBN 979-10-33514-08-4)
18. Radiant 18, 2023  (ISBN 979-10-33514-06-0)
19. Radiant 19, 2024  (ISBN 979-10-335-1720-7)